# Masse non suspendue
 (avril 2017).
Si vous disposez d'ouvrages ou d'articles de référence ou si vous connaissez des sites web de qualité traitant du thème abordé ici, merci de compléter l'article en donnant les références utiles à sa vérifiabilité et en les liant à la section « Notes et références ».

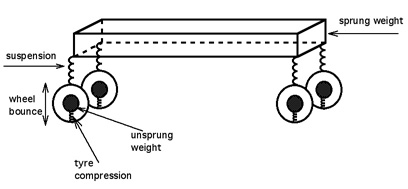
Représentation schématique des masses suspendues et non suspendues.

La masse non suspendue, parfois dénommée poids non suspendu, désigne dans le domaine des transports terrestres (routier et ferroviaire) la masse des éléments du véhicule suivant exactement les ondulations de la voie. Par opposition, la masse des autres éléments du véhicule liée aux roues par l'intermédiaire de la suspension est dite « masse suspendue ».
Les masses non suspendues comprennent donc la masse des composants tels que les axes de roues, roulements de roues, moyeux de roues, pneus et une partie du poids des arbres de transmission, ressorts amortisseurs et biellettes de suspension. Si les freins du véhicule sont montés à l'extérieur de la caisse, c'est-à-dire dans la roue, leur masse est également non suspendue.
La masse non suspendue a un effet négatif sur le confort, la tenue de route, la sécurité et la fiabilité du véhicule.
On utilise le mot masse suspendue quand on parle des effets d'un séisme : lors d’un tremblement de terre, les bâtiments se comportent comme des masses suspendues au-dessus du sol vibrant.